# Lescure
För andra betydelser, se Lescure (olika betydelser).
Lescure är en kommun i departementet Ariège i regionen Occitanien i södra Frankrike. Kommunen ligger  i kantonen Saint-Girons som ligger i arrondissementet Saint-Girons. År 2022 hade Lescure 483 invånare.

## Befolkningsutveckling
Antalet invånare i kommunen Lescure
Referens: INSEE